# Палмейрин Английский
«Палмейри́н Англи́йский» (порт. Palmeirim de Inglaterra, или «Пальмери́н Англи́йский» (исп. Palmerín de Inglaterra, англ. Palmerin of England); полное название «Хро́ника о сла́вном и могу́чем ры́царе Палмейри́не Англи́йском, сы́не короля́ До́на Дуа́рдуша, в кото́рой опи́сываются его́ по́двиги, и его́ бра́та Флориа́на Пусты́нника, и не́которые при́нца Флоре́ндуша, сы́на Прималио́на» (порт. Cronica do famoso e muito esforçado caualleiro Palmeirim Dinglaterra, filho del rei dõ Duardos: no qual se cõtam suas proezas, e de Floriano do desetro seu hirmão e algũas do principe Florendos filho de primaliam. 1567) — прозаический рыцарский роман португальской литературы, созданный Франсишку де Морайшем около 1544 года. Из наиболее ранних сохранившихся изданий до наших дней дошёл перевод произведения на испанский язык 1547 года. Литературоведы предполагают, что его оригинал на португальском языке вышел раньше испанского перевода, но это первое издание не сохранилось. Сочинение относится к циклу испанских и португальских куртуазных романов о палмейринах (порт. ciclo dos palmeirins, пальмеринах исп. Los palmerines). В нём задействованы персонажи испанского рыцарского романа «Пальмерин Оливский» и последовавших за ним других произведений данного цикла, корпус которого включает около 10 наименований. Перевод на русский язык не осуществлён.

## Передача названия
В источниках на русском языке вслед за переводами «Дон Кихота» Сервантеса распространилась испанизированная передача названия «Пальмерин Английский» с мягким согласным «л», как в русских понятиях «моль». В португальском же языке «l» (не путать с сочетанием lh) всегда произносится только как твёрдый звук как в русском слове «мол» — «Палмейрин Английский». Однако О. А. Овчаренко при передаче названия следует прецеденту испанистов — «Пальмерин Английский» (1543—1544), поскольку ранее такой же вариант встречался в ЭСБЕ, в статье Н. К. Державина («Хроника о Пальмерине Английском»), у И. А. Тертерян. Несмотря на прецеденты, ныне М. Ф. Надъярных зафиксировала передачу «Палмерин Английский».

## Корпус
Корпус куртуазных рыцарских романов о палмейринах включает около десяти наименований и относится по классификации Паскуаля де Гаянгоса к греко-азиатскому циклу (т. е. византийскому, но не к бретонскому или каролингскому). М. Менендес и Пелайо выделял «Амадиса Гальского» и последовавшие за ним романы, включая цикл о палмейринах, в отдельную группу. Некоторые из сочинений цикла до сих пор хранятся в виде манускриптов, другие были напечатаны только в XVI веке и впоследствии не переиздавались. Начало серии было положено в 1511 году романом «Пальмерин Оливский» неизвестного кастильца. Заглавный герой «Палмейрина Английского» приходится внуком Пальмерину из Оливы. Морайш сочинил 1-ю и 2-ю части романа. В дальнейшем «Хронику Палмейрина Английского» продолжили романы других авторов: «Дон Дуардуш Британский» и «Дон Дуардуш II» Диогу Фернандеша (3-я и 4-я части порт. Fernandes, Diogo. Dom Duardos de Bretanha. Dom Dvardos II, 1587) и «Кларизол Британский» Балтазара Гонсалвеша Лобату (5-я и 6-я части порт. Lobato, Baltazar Gonçalves. Quinta e Sexta parte de Palmeirim de Inglaterra. Chronica de D. Clarisol de Bretanha, 1602).

## Оценка Сервантеса
Видимо, ни одно основательное исследование романа не смогло обойтись без упоминания оценки Мигеля де Сервантеса Сааведры из «Дон Кихота». В цитате авторитетнейшего представителя испанской литературы отразилось отношение к забытому к нашему времени популярнейшему рыцарскому роману эпохи Возрождения, об успехе которого свидетельствуют переводы на европейские языки: испанский (1547), французский (1553), итальянский (1553), английский (1596).
«Затем он открыл следующую книгу: это был «Пальмерин из Оливы», а рядом с ним стояла другая, озаглавленная «Пальмерин Английский». Увидев их, лиценциат сказал: — Оливку эту нужно сейчас же изничтожить и сжечь, так, чтобы и пепла от неё не осталось; а английскую пальму сохранить как драгоценность и сделать для неё ларец, подобный тому, какой был найден Александром среди сокровищ Дария и назначен им для хранения поэм Гомера. Эта книга, любезный друг, заслуживает почтения по двум причинам: во-первых, она очень хороша сама по себе, а во-вторых, голос молвы приписывает её одному мудрому португальскому королю. Все приключения в замке Мирагварды превосходны и искусно придуманы, стиль — изящный и ясный, а речи умело и со вкусом приспособлены к характеру и положению говорящих. Посему я полагаю, если только на то будет ваше доброе согласие, сеньор маэсе Николас, этот роман и «Амадис Галльский» могут избежать костра, а остальные не стоит и просматривать: пускай все погибнут».
В уста цирюльника вложена как высокая оценка сочинения, так и проблема его авторства, вызвавшая не утихавшие на протяжении XIX века дискуссии специалистов и завершившиеся окончательным итогом первых десятилетий XX века — Франсишку де Морайш был признан автором произведения ведущими европейскими специалистами. Русскоязычному читателю при отсутствии перевода произведения на русский язык и работ о нём отечественных литературоведов приходится ориентироваться на скупые и редкие упоминания энциклопедий и лаконичную оценку Сервантеса.

## Вопрос авторства
Необычна и занимательна история изданий романа, а также длительные дискуссии по поводу его авторства, распространившиеся в XIX веке. Поскольку имя Франсишку де Морайша не было обозначено ни в предполагаемом португальском оригинале (1544, не сохранился), ни во втором португальском издании (Эвора, 1564—1567), официально считающимся первым португальским, ни в первом дошедшем до наших дней печатном источнике (испанский перевод, 1547—1548, Толедо), ни в его французском, итальянском и английском переводах, в XVII веке библиофилы и библиографы следовали указанию Сервантеса об авторстве одного из королей Португалии, под которыми подразумевали Жуана II или его сына Жуана III, умершего в 1557 году. Имя автора впервые появилось в издании на португальском языке 1592 года (Лиссабон), официально считающимся вторым португальским, и повторно в прологе лиссабонского издания 1786 года с пометкой «копия издания 1592 года», официально считающимся третьим португальским. В Португалии никогда не сомневались в том, что роман вышел из-под пера Морайша. Вопрос об авторстве был поднят в Испании, где произведение стали приписывать то ли Луису Уртадо, то ли Мигелю Ферреру.
В 1860 году вышла работа бразильского исследователя Мануэла Одорику Мендеса (Manuel Odorico Mendes), убедительно доказывавшего авторство Морайша. М. Менендес Пелайо цитировал оценку Сервантеса и согласился с аргументами М. О. Мендеса, хотя и признавал некоторую обоснованность претензий сторонников того, что роман был написан Луисом Уртадо. Но такая точка зрения была поставлена под сомнение тем фактом, что если бы Уртадо создал данное сочинение, то совершил это в слишком раннем возрасте, когда ему было 15 лет.
В 1904 году Вильям Эдвард Пёрсер (William Edward Purser) издал объёмную монографию, в которой провёл тщательный анализ аргументов разных сторон и подвёл итог многолетним обсуждениям: «Внимательное исследование вопроса не оставляет во мне никаких сомнений в том, что оригинал „Палмейрина Английского“ был изначально написан на португальском языке, и его автором был Франсишку де Морайш». В ЭСБЕ зафиксирована отвергаемая ныне версия испанских учёных XIX века об авторстве Луиса Уртадо.
А. Ж. Сарайва обратил внимание на то, что в продолжении цикла о палмейринах португальским писателем ещё раз проявляется взаимозависимость прозы двух главных литератур Пиренейского полуострова, что в данном случае привело к распространившейся в определённый момент гипотезе о кастильском происхождении романа. Овчаренко выразила мнение многих современных исследователей, когда писала о «Палмейрине Английском»: «Хотя в своё время между Испанией и Португалией шёл яростный спор о его авторстве, сейчас уже можно считать доказанным, что роман был написан по-португальски Франсишку де Мурайшем».

## Значимость и оценки
По причине отсутствия русского перевода отечественный читатель мог получить некое представление о произведении только благодаря словам цирюльника из Дон Кихота (том I, глава VI). Видимо, в советском литературоведении роман не стал объектом исследований. Первое его энциклопедическое упоминание той эпохи зафиксировано в Литературной энциклопедии. Позднее сжатую характеристику романа дала Тертерян: «Не было недостатка и в рыцарских романах общеевропейского типа. Самым ярким среди них стал „Пальмерин Английский“ Франсиско де Морайша, изданный в испанском переводе в 1547 году, а в оригинале — в 1567. Фабульное разнообразие, богатство фантастических мотивов, живописность описаний делают роман одним из самых заметных произведений этого жанра».
Овчаренко оценивала данное сочинение с точки зрения его воздействия на творчество автора «Лузиад»: «Однако Камоэнс, по-видимому, относился к этому роману более скептически, чем Сервантес. Во всяком случае, нельзя утверждать, что „Пальмерин“ оказал особое влияние на лирику или эпос Камоэнса».
Португальская исследовательница Каролина Михаэлис де Вашконселуш высоко определила значимость произведения, оценив его как лучший рыцарский роман, созданный на Пиренейском полуострове в XVI веке. Литературовед привела авторитетное мнение Сервантеса о ценности книги, выраженное цирюльником в «Дон Кихоте», который спас «Палмейрина Английского» от аутодафе и предложил хранить его в золотом ларце. Вашконселуш писала: «Ценность и значение „Палмейрина Английского“ заключается в том, что перед нами предстаёт уникальное произведение определённо романтической направленности, полное фантазии, где изящная проза перемежается со стихами о любви, и которое придворный Жуана III посвятил инфанте ещё в первой половине своего жизненного пути».
М. Менендес-и-Пелайо отметил, что в Испании роман не пользовался большой популярностью, не переиздавался на протяжении столетий, указав, что ему известно о нахождении всего лишь двух экземпляров первого кастильского издания, представляющего собой большую редкость. Но в Англии эпохи Елизаветы I сочинение обрело широкую известность, где во многих пьесах того времени имелись ссылки на «Палмейрина Английского». А. Ж. Сарайва охарактеризовал произведение как наиболее известный и интересный роман цикла о палмейринах.

## Издания
Первая публикация оригинала на португальском языке не сохранилась. Исследователи предполагают, что этот выпуск вышел не в Португалии, а во Франции, возможно, в Париже, и был издан около 1544 года до перевода на испанский язык. В португальском издании 1564 года (предполагаемом втором португальском) автор указан не был, также как и в переводах на испанский, итальянский и английский языки XVI века, сделанными по толедским изданиям.
- Palmerín de Ingalaterra :  [исп.] / Francisco de Moraes. — Toledo : Herederos de Fernando de Santa Catherina, 1547. — Кн. Libro I.
- Palmerín de Ingalaterra :  [исп.] / Francisco de Moraes. — Toledo : Herederos de Fernando de Santa Catherina, 1548. — Кн. Libro II.
- Cronica do famoso e muito esforçado cavaleiro Palmeirim d’Ingalaterra :  [порт.] / Francisco de Moraes. — Évora : André de Burgos, 1567.
- Moraes F. de. [Primeira (-segunda) parte de Palmeyrim de Inglaterra dirigida ao serenissimo principe Alberto, cardeal Archiduque de Austria... Chronica do famoso e muyto esforçado caualeyro Palmeyrim de Inglaterra, filho del Rey Dom Duardos no qual se contem suas proezas & de Floriano do Deserto su ermão & do Principe Florendos filho de Primalião :  [порт.] / Francisco de Moraes / [a custa de Afonso Lopez Ruyz... & Afonso Fernandez]. — Lisboa : [por Antonio Aluarez], 1592. — (244 f.); 490 p.
- Moraes F. de. Cronica de Palmeirim de Inglaterra : Primeira e segunda parte por Francisco de Moraes a que se ajuntaõ as mais obras do mesmo autor :  [порт.] : in 3 vol. / Francisco de Moraes / edição de Afonso Fernandez liureiro. — Lisboa : Na officina de Simaõ Thaddeo Ferreira, 1786. — Vol. 1. — 523 p.
- Morais F. de. Palmeirim de Inglaterra :  [порт.] / Francisco de Morais / edição de M. Rodrigues Lapa. — Lisboa : Gráfica Lisbonense, 1941. — (Textos Literários). На основе португальского издания 1567 года.
- Morais F. de. Crónica do Palmeirim de Inglaterra :  [порт.] : in 3 vol. / Francisco de Morais / edição de Geraldo de Ulhoa Cintra. — São Paulo : Editora Anchieta, 1946. — (Biblioteca de Clássicos para todos). Единственное полное собрание сочинений Морайша на португальском языке.
- Santos Alpalhão, M. M. de J. O amor nos livros de cavalarias – o Palmeirim de Inglaterra de Francisco de Moraes : edição e estudo :  [порт.] : Dissertação / Francisco de Moraes / Margarida Maria de Jesus Santos Alpalhão. — Lisboa : Universidade Nova de Lisboa, 2008. — 1338 p.

## Переводы
В Италии XVI столетия в Венеции сочинение выдержало 8 изданий. Во Франции было опубликовано 3 перевода (1533, 1574; в 1829 году — с португальского издания). В 1596 году в Англии Энтони Мандей перевёл «Палмейрина Английского» с французского издания. В XVII веке там же полностью или частично роман переиздавался в других переводах 8 раз, в том числе с итальянского издания. В 1807 году Роберт Саути выпустил пересмотренный английский перевод романа, сверенный с португальским изданием. В XXI веке вышли повторные издания английского (Саути) и испанского переводов.
- Le Premier livre du preux, vaillant et très victorieux chevalier Palmerin d'Angleterre, filz du roy dom Edoard, auquel seront récitées ses grandes proësses et semblablement la chevaleureuse bonté de Florian du désert, son frère, avec celle du prince Florendos, filz de Primaléon :  [фр.] / Traduit de castillan en françois par maistre laques Vincent. — Lyon : Thibauid Payen, 1553.
- Morais F. de. Palmerin of England :  [англ.] : in 4 vol. / Francisco de Moraes / corrected by Robert Southey, from the original portugueze. — London : printed for Longman, Hurst, Rees, and Orme, Pater Noster Row, 1807.